# Tea for One
"Tea for One" é uma canção da banda britânica da rock Led Zeppelin. Lançada em seu sétimo álbum de estúdio Presence, em 31 de março de 1976.
A música lembra uma antiga canção de Led Zeppelin em som e estilo, "Since I've Been Loving You". "Tea for One" veio do desejo da banda voltar às suas raízes, a fim de ver o que tinha mudado uma vez que eles eram mais novos.

## Crédito
- Robert Plant - vocais
- Jimmy Page - guitarra
- John Paul Jones - baixo, guitarra
- John Bonham - bateria

## Ligações Externas
- «Página oficial do Led Zeppelin» (em inglês)